# I Can't Help Myself (Sugar Pie Honey Bunch)
"I Can't Help Myself (Sugar Pie Honey Bunch)" es una canción de 1965 del grupo Four Tops grabada para la discográfica estadounidense Motown. El sencillo estuvo en la lista Billboard Hot 100 durante nueve semanas, convirtiéndose así en uno de los más exitosos de la década de 1960.

## Músicos
- Levi Stubbs: cantante principal
- Abdul Fakir, Renaldo Benson, Lawrence Payton, y The Andantes: coros
- The Funk Brothers y la Orquesta Sinfónica de Detroit: instrumentación

## Versiones
El trío femenino The Supremes grabaron la canción entre 1965 y 1966 en su álbum The Supremes A' Go-Go. Posteriormente, en 1980, la cantante estadounidense Bonnie Pointer también la versionó alcanzando el puesto 4 entre los sencillos de dance de dicho año.